# تپه ده‌باشی
تپه ده باشی در شهرستان زنجان، بخش قره پشتلو، روستای جوره کندی واقع شده و این اثر در تاریخ ۷ مهر ۱۳۸۱ با شمارهٔ ثبت ۶۲۴۶ به‌عنوان یکی از آثار ملی ایران به ثبت رسیده است.